# Homalaspidia
Homalaspidia is een geslacht van rechtvleugeligen uit de familie sabelsprinkhanen (Tettigoniidae). De wetenschappelijke naam van dit geslacht is voor het eerst geldig gepubliceerd in 1940 door Uvarov.

## Soorten
Het geslacht Homalaspidia omvat de volgende soorten:
- Homalaspidia beieri Piza, 1980
- Homalaspidia laeta Brunner von Wattenwyl, 1895
- Homalaspidia nigrita Beier, 1960